# Heiðar Kristveigarson
Heiðar Örn Kristveigarson (* 5. Juli 2000) ist ein isländischer Eishockeyspieler, der seit 2024 bei Skautafélag Hafnarfjörður in der isländischen Eishockeyliga unter Vertrag steht.

## Karriere
Heiðar Kristveigarson begann seine Karriere als Eishockeyspieler beim Rekordmeister Skautafélag Akureyrar, für den er als 15-Jähriger in der isländischen Eishockeyliga debütierte. Nachdem er 2016 mit seiner Mannschaft isländischer Meister geworden war, wechselte er für drei Jahre nach Schweden, wo er für den IFK Ore und den Falu IF überwiegend im Juniorenbereich spielte. Von 2019 bis 2022 stand er wieder bei Skautafélag Akureyrar unter Vertrag, wo er 2021 und 2022 erneut den isländischen Meistertitel gewann. 2022 wechselte er in die Hauptstadt zu Skautafélag Reykjavíkur und wurde mit dem Klub 2023 und 2024 ebenfalls Meister. Anschließend schloss er sich dem neugegründeten Klub Skautafélag Hafnarfjörður an.

### International
Heiðar Kristveigarson spielte bereits als Jugendlicher für Island. Er nahm zunächst an den U18-Weltmeisterschaften 2015, 2016, 2017 und 2018 teil, wobei er 2015 in der Division III und in den anderen drei Jahren in der Division II spielte. 2016 wurde er zum besten Spieler seiner Mannschaft gewählt. Mit der U20-Auswahl der Isländer nahm er an den Weltmeisterschaften 2016, 2017, 2018, 2019 und 2020, als der Aufstieg in die Division II gelang, in der Division III teil. 2019 wurde er zum besten Stürmer des Turniers gewählt.
Sein Debüt in der Herren-Nationalmannschaft gab Heiðar Kristveigarson als 21-Jähriger bei der Weltmeisterschaft 2022, als er mit den Isländern beim Turnier in Reykjavík von der B- in die A-Gruppe der Division II aufstieg.

## Erfolge
- 2016 isländischer Meister mit Skautafélag Akureyrar
- 2021 Isländischer Meister mit Skautfélag Akureyrar
- 2022 Isländischer Meister mit Skautfélag Akureyrar
- 2023 Isländischer Meister mit Skautafélag Reykjavíkur
- 2024 Isländischer Meister mit Skautafélag Reykjavíkur

### International
- 2015 Aufstieg in die Division II, Gruppe B, bei der U18-Weltmeisterschaft der Division III, Gruppe A
- 2019 Bester Stürmer bei der U20-Weltmeisterschaft der Division III
- 2020 Aufstieg in die Division II, Gruppe B, bei der U20-Weltmeisterschaft der Division III
- 2022 Aufstieg in die Division II, Gruppe A, bei der Weltmeisterschaft der Division II, Gruppe B